# Головко, Николай Максимович
Николай Максимович Головко (16 апреля 1937, Макеевка, Украинская ССР, СССР — 26 августа 2004, Донецк, Украина) — советский футболист, защитник, позднее футбольный тренер. Заслуженный тренер Украины (1996).

## Карьера
Воспитанник заводской команды города Макеевка. Затем тренировался в донецком «Шахтёре». Играл на позиции правого защитника. Был одним из лидеров горняцкого клуба.
Выступать в командах мастеров начал в 1958 году в команде группы «Б» «Локомотив» (Артёмовск, впоследствии — Донецк). С 1960 по 1969 год играл за донецкий «Шахтер».

Резкий, смелый, отличался уверенным отбором мяча, умелым применением подкатов и корректностью в игре.— 
За свою более чем пятидесятилетнюю футбольную карьеру Головко провел 1440 матчей на разном уровне: как футболист дубля и основного состава «Шахтёра», донецкого «Локомотива», будучи тренером команд низших дивизионов Украины, выступая за команду ветеранов ФК «Шахтер». В число этих матчей вошли официальные игры чемпионатов и первенств СССР, матчи на первенство области, города, различные товарищеские матчи. В октябре 2002 года этот факт был официально зарегистрирован и внесён в Книгу рекордов Украины..

## Достижения
- Обладатель Кубка СССР 1961 и 1962 годов.
- Финалист Кубка СССР 1963 года.
- В списках 33-х лучших в Украинской ССР — три раза (1961 год, 1963 год — № 1, 1964 год — № 2).

Провел один матч за вторую сборную СССР.
Был тренером «Шахтера» (Макеевка), «Новатора».
В 1979—1982 годах был главным тренером сборной Мали, в 1991—1992 годах тренировал команду второго дивизиона Алжира.
Тренер донецкого «Шахтера» с 14 августа 1974 года по 7 сентября 1975 года. Председатель совета ветеранов донецкого «Шахтера» (с апреля 2002), тренер СДЮШОР-2 (г. Донецк).
Скончался на футбольном поле во время матча ветеранов 26 августа 2004 года.

### Память
В память о футболисте в Донецке проводится традиционный турнир среди любительских команд — Мемориал Николая Головко.